# The Obligin' Buckaroo
Pour plus de détails, voir Fiche technique et Distribution.
The Obligin' Buckaroo est un film américain réalisé par Richard Thorpe, sorti en 1927.

## Synopsis
Bill Murray hérite d'un hôtel, qui s'avère être presque une ruine. Il offre l'hospitalité à la troupe de théâtre de "Bozo" Muldoon, qui va en contrepartie remettre l'hôtel en état. Un document indiquant que Murray est copropriétaire d'une mine est retrouvé par hasard. Bill arrivera juste à temps pour empêcher la vente forcée de la mine et faire valoir ses droits.

## Fiche technique
- Titre original : The Obligin' Buckaroo
- Réalisation : Richard Thorpe
- Scénario : Frank L. Inghram[1]
- Photographie : Ray Ries
- Production : Lester F. Scott Jr.
- Société de production : Action Pictures
- Société de distribution : Pathé Exchange
- Pays de production :  États-Unis
- Langue originale : anglais
- Format : noir et blanc — 35 mm — 1,37:1 — Film muet
- Genre : Western
- Durée : 5 bobines
- Date de sortie :
  - États-Unis : 16 octobre 1927

## Distribution
- Jay Wilsey : Bill Murray
- Olive Hasbrouck : Tess Cole
- James Sheridan : Steve Cole
- Harry Todd : "Bozo" Muldoon
- Raye Hampton : Fifi
- Slim Whitaker : Blackie